# Erik Boström (organist)
Erik Gustaf Boström, född 9 juni 1947 i Fors socken, Jämtlands län, död 23 november 2024 i Oscars distrikt i Stockholm, var en svensk organist.
Boström var utbildad vid Kungliga Musikhögskolan i Stockholm med Alf Linder som lärare i orgelspel och i Paris för Olivier Messiaen. Under många år var han organist i Oscars församling i Stockholm.

## Biografi
Erik Boström föddes 1947 i Fors socken i Jämtland som son till folkskolläraren Gustaf Boström och Aina Bäck. Boström tog högre organistexamen och högre kantorsexamen vid Kungliga Musikhögskolan i Stockholm 1971 samt musiklärarexamen 1973 och diplom i orgelspel 1975. Han studerade senare för Marie-Claire Alain i Paris. Boström var 1973–1978 organist i Tyresö församling och 1978–1984 organist i Gustaf Adolfskyrkan i Oscars församling i Stockholm. Han var åren 1984–2014 organist i Oscarskyrkan i samma församling, där han hade efterträdde sin lärare Alf Linder. I Oscarskyrkan genomförde Boström bland annat Max Reger-festivaler 1994 och 2013, då han framförde många av Regers orgelverk. Mellan 1989 och 2012 var Boström orgellärare och lektor vid Kungliga Musikhögskolan i Stockholm. Han invaldes 1997 som ledamot av Kungliga Musikaliska Akademien.
Boström konserterade utomlands och i Sverige. Han medverkade även på radioinspelningar och grammofoninspelningar. Bland hans många inspelningar kan nämnas samtliga orgelverk av Olivier Messiaen på sju CD, vilka orgelverk han också framförde i ett antal konsertserier. Han spelade även in Septem improvisationes pro organo av Torsten Nilsson. Den sista inspelningen är en CD med verk av Bach och Reger som utkom 2013 på skivmärke Sterling.

### Familj
Boström gifte sig 1978 med kanslichefen Anna Kyhlberg Boström (född 1951), vilken är dotter till musikhistorikern Bengt Kyhlberg och Aina Cronström. Erik Boström är gravsatt på Norra begravningsplatsen utanför Stockholm.